# 愛 WANT YOU!!
「愛 WANT YOU!!」（あい・ウォント・ユー）は、日本のガールズバンド・Bon-Bon Blancoの1枚目のシングル。
バンダイ「Can!バッチgood!」コマーシャルソング。

## 批評
『CDジャーナル』は「物凄いパーカッション合戦になっているかというとそんなことはなく、今風のディスコ歌謡。“ナウ”な歌詞にやはり既成グループの影響が」と評した。

## 収録曲
1. 愛 WANT YOU!!
作詞：佐々木美和 作曲・編曲：大島こうすけ
2. CONGA〜N. S. SUPER BEAT mix radio edit〜
作詞・作曲：Enrique E. Garcia　編曲：Hiroshi Watanabe
  - マイアミ・サウンド・マシーンの楽曲のカバー。
3. 愛 WANT YOU! (NC's Sunrise Mix)
Remix:night clubbers
4. 愛 WANT YOU!! (inst.)